# Staufen im Breisgau
Staufen im Breisgau är en stad i Landkreis Breisgau-Hochschwarzwald i regionen Südlicher Oberrhein i Regierungsbezirk Freiburg i förbundslandet Baden-Württemberg i Tyskland.
Staden ingår i kommunalförbundet Staufen-Münstertal tillsammans med kommunen Münstertal/Schwarzwald.

Historia: Staufen ligger som slutet på Mϋnstertal, dalen som sträcker sig österut och upp i Schwarzwald. Västerut ligger Rhendalen och Bad Krozingen. Ett kännetecken för staden är det lilla berget med borgruin som beboddes av släkten von Staufen. Borgen brändes ned av svenska trupper 1632 eller 1633. Borgen har sedan dess varit ruin och är idag en utmärkt utsiktsplats (på gångavstånd), över staden och Rhendalen. Genom staden löper en bäck som heter Neumagen och ett flertal broar går över denna bäck. Från Neumagen leds vatten i öppna rännor längs huvudgatan. Vapenskölden i stadsvapnet är familjen von Staufens familjevapen. Denna familj dog ut tidigt 1600-tal.
Stadens ålder vet man inte, men man har funnit bevis på att Kelterna funnits här, och det var ett romerskt utsiktstorn på borgruinens plats. Det första skrivna dokumentet som anger staden är från 770. Staden har under århundraden varit under olika styren och var den plats där Struve, med en bondearmé stötte samman med reguljära trupper1848, vilket refereras till som Slakten i Staufen. Under andra världskriget bombades staden varvid ett flertal hus förstördes, dessa har dock återuppbyggts varför inga nybyggnationer finns i stadens centrala del. Man har historiskt alltid varit en stad i Storhertigdömet Baden, med röd och gul fana, och den tyska flaggan används inte trots att man är en del av Tyskland. Detta trots att man slog ihop Baden och Wϋrttemberg efter andra världskriget. 2008 beslöts att man skulle använda bergvärmt vatten som finns under staden till värmning. Man borrade ett 140m djupt hål mitt i staden för att leda upp det varma vattnet. Det visade sig dock att det fanns ett skikt med anhydridisk gips på vägen till ytan och  med det varma vattnet började gipsskiktet expandera. Det ledde i sin tur till att markytan höjdes med sprickor i många byggnader i stadskärnan. Man kan idag se sprickor i flera byggnader, och skador har konstaterats i 267 hus.
Sevärdheter: Den historiska innerstaden med rådhuset. Husen är byggda i tysk mycket gammal stil. Rådhuset och hotell Löwen där enligt legenden Dr. Faust verkade och dog som följd av en explosion, då han försökte framställa guld. Enligt Goethe blev han hämtad av djävulen som knäckte nacken på honom. En målning på hotellets sida illustrerar sagan och när djävulen knäcker nacken på Dr. Faust är på väggen. Av denna anledning kan man se skyltningar till ”Fauststadt Staufen” på Autobahn A5. 
Café Decker, är ett besökvärt konditori med många specialiteter precis bredvid Neumagen. Hela området har många vinerier och Weinbrunnen vid gågatans slut har servering sommartid. I stadens utkant upp mot Mϋnstertal, ligger Allemannienbad och en campingplats. Badet är från slutet av 1800-talet och historiska badhytter från denna tid. Generellt har man många olika evenemang, i Staufen, i synnerhet på helgerna. Det kan vara Annafest, Vinfest, Medeltidsvecka, Julmarknad och många fler. Man har aktiva  narr- och häxföreningar, med diverse upptåg under Fasnacht då narrar och häxor tar över stadens styre en hel vecka.
Mat och dryck: I Staufen finns ett flertal restauranter och man serverar vanligtvis tyskt klassiskt kök. Varandes mitt i ett vindistrikt finns många goda vita viner från lokala producenter. Tyska röda viner rekommenderas ej. God pilsner finns att alltid. Det finns några pizzerior, varav en vid huvudgatans slut. Café Decker rekommenderas som besökvärt konditori.